# Чактун
Чакту́н («червоний камінь») — давнє місто цивілізації мая. Знаходиться на півострові Юкатан, на території мексиканського штату Кампече.

## Дослідження
Місто знайдено групою археологів Товариства «National Geographic Society» та мексиканського Національного інституту антропології та історії на чолі зі словенським археологом Іваном Спрайчем у червні 2013 року в джунглях півострова Юкатан (Мексика) на північ від біосферного резервату Калакмул..
За свідченням Івана Спрайча відкриття міста стало можливим завдяки стереоскопічній аерофотозйомці.

## Історія досліджень
Наразі навіть невідомо, як називався Чактун у давнину і яка царська династія правила там. Місто виникло близько V століття. Розквіт припав на період з 600 по 900 рік нашої ери. На одній зі стел виявлено текст, що свідчить про створення споруди в 731 році.
Останні поселенці залишили місто більше тисячі років тому. Проте місто добре збереглося, і на деяких каменях можна розрізнити візерунки та написи.

## Опис
Площа міста близько 54 акрів (22,3 га). У межах його центральної частини археологи виокремлюють три архітектурних комплекси. Найбільший комплекс, західний (площа 11 га), складається із кількох площ і дворів, оточених пірамідальними храмами та палацами. У місті збереглися 15 пірамід, найвища з яких «Споруда A-1» — 23 метри (розташовано в Західному комплексі).
У його південно-східному кінці розташовано стадіон для гри в м'яч, від якого, ймовірно, брала початок дорога-сакбе, що простягалася на відстань понад 300 м і поєднувала західний комплекс із південно-східним. Головні споруди південно-східного комплексу оточують центральну площу, що має 82 м завдовжки і 48 м завширшки. Як і в західному комплексі, на її південному кінці розташовано стадіон для гри в м'яч. Північно-східний комплекс є найменшим у Чактуні, кордони його єдиної площі окреслено двома пірамідальними храмами, що мають майже 20 м заввишки.
Станом на 2015 рік у городищі знайдено 20 стел і 15 вівтарів, при цьому на дев'ятьох стелах і двох вівтарях збереглися рештки зображень або написів. З погляду епіграфіки найціннішими є стели 1, 12, 14 і 18 з Чактуна. Зокрема стела 1 вирізняється тим, що її ієрогліфічні картуші було виліплено зі штуку і пофарбовано в червоний колір. Саме на честь цього монумента городище отримало свою сучасну назву Чактун.
Дата Довгого рахунку на стелі 1 відповідає завершенню двадцятиріччя 9.16.0.0.0, 2 Ахав 13 Сек (9 травня 751 року), далі сказано, що цей ювілейний «червоний камінь» встановив правитель на ім'я Ах-К'ініч-Бахлам. Імовірно, того ж 751 року в Чактуні створили ще один монумент, стелу 12, від якої, на жаль, збереглася лише верхня частина. Напис на ній цікавий наявністю так званого 819-добового календарного циклу, який не є характерним для регіону Кампече, але натомість часто трапляється у текстах із городищ на заході та півдні області мая. На лицевій стороні монумента збереглося зображення персонажа у пишному головному уборі, але в ієрогліфічному тексті згадки будь-яких дійових осіб відсутні. На стелах 14 і 18 з Чактуна так само показано осіб у багатому вбранні, дата встановлення цих монументів відповідає дневі 9.15.0.0.0, 4 Ахав 13 Йаш (22 серпня 731 року).
Поблизу стели 1 археологи знайшли фрагменти курильниць, що за своїм типом можуть бути датовані пізнім посткласичним періодом. Отже, цей монумент залишався об'єктом культу й пошанування навіть по довгому часі після запустіння міста.